# Biblioteka Imeni Lenina
Biblioteka Imeni Lenina (in russo Библиоте́ка и́мени Ле́нина?), tradotto come "Biblioteca di Lenin", è una stazione della Linea Sokol'ničeskaja della Metropolitana di Mosca. La fermata fu aperta il 15 maggio 1935, insieme alla prima tratta della metropolitana moscovita. Si trova al centro della città, sotto via Mokhovaja, e prende il nome dalla Biblioteca di Stato Russa (chiamata Biblioteca di Lenin dal 1925 al 1992). Gli architetti furono A. I. Gontskevich e S. Sulin.
Per impedire l'interruzione del traffico, Biblioteka Imeni Lenina fu costruita utilizzando scavi sotterranei invece di effettuare scavi aperti, anche se il soffitto della stazione è solo a due metri di profondità. Le condizioni del suolo e la ristrettezza degli spazi in cui la stazione fu costruita necessitarono un progetto con una sola banchina che servisse entrambe le direzioni. L'intero scavo fu largo solamente 19,8 metri e alto 11,8 metri. Il soffitto della stazione fu costruito con il cemento sulla roccia e fu rinforzato con ferro; tutto questo fu coperto con un "ombrello" di bitume per impedire all'acqua di penetrare nella stazione. Gli interni furono rifiniti in cartongesso, piastrelle di ceramica gialle e marmo.
In origine, la stazione presentava due ingressi, ai lati opposti della stazione stessa. Quello a sud, situato tra il vecchio e il nuovo edificio della Biblioteca, è in comune con la stazione Borovickaja, mentre l'ingresso temporaneo a nord, che serviva per la stazione Biblioteka Imeni Lenina e per Aleksandrovskij Sad fu rimosso negli anni quaranta.

## Interscambi
Da questa stazione è possibile cambiare linea attraverso la stazione Arbatskaja, sulla Linea Arbatsko-Pokrovskaja, Aleksandrovskij Sad sulla Linea Filëvskaja, e Borovickaja sulla Linea Serpuchovsko-Timirjazevskaja.
Nonostante Biblioteka Imeni Lenina e Aleksandrovskij Sad (allora chiamata Komintern) fossero state costruite contemporaneamente, non furono collegate da passaggi fino al 1938, quando Aleksandrovskij Sad divenne parte della Linea Arbatsko-Pokrovskaja. Prima di allora, la linea operò da Alexandrovsky Sad a Kievskaja come ramo della Linea Sokol'ničeskaja.